# Jesús Aranzabal
Jesús Aranzabal (Bergara, 25 december 1939 – 27 september 2023) was een Spaans wielrenner.

## Levensloop en carrière
Aranzabal werd prof in 1964 en bleef dat tot 1972. In 1966 won hij een rit in de Ronde van Andalusië. Zijn grootste overwinning was een ritoverwinning in de Ronde van Spanje 1972.
Aranzabal overleed op 83-jarige leeftijd.

## Resultaten in voornaamste wedstrijden
| Jaar | Ronde van Italië | Ronde van Frankrijk | Ronde van Spanje |
| ---- | ---------------- | ------------------- | ---------------- |
| 1966 |                  | 48e                 |                  |
| 1967 |                  | 58e                 | 50e              |
| 1968 |                  |                     | 33e              |
| 1969 |                  |                     |                  |
| 1970 |                  |                     |                  |
| 1971 |                  |                     | 33e              |
| 1972 |                  | 56e                 | 42e (1)          |